# Campeonato Sul-Americano de Voleibol Feminino Sub-18 de 2016
O  Campeonato Sul-Americano de Voleibol Feminino Sub-18 de 2016, foi a vigésima edição da categoria Sub-18, ou seja, infanto-juvenil, disputada por oito seleções sul-americanas, competição realizada bienalmente, cuja entidade organizadora é a  Confederação Sul-Americana de Voleibol, as partidas aconteceram no Coliseo Manuel Bonilla de Miraflores  de 24-28 de agosto na cidade de Lima, no Peru.A Seleção Brasileira conquistou o seu décimo sexto título nesta categoria, assegurando vaga no Mundial Infanto-Juvenil de 2017 e esta edição rendeu ao vice-campeão que foi a Seleção Peruana a outra vaga; e Tainara Santos, ponteira brasileira, recebeu o prêmio de Melhor Jogadora da edição.

## Seleções participantes
As seguintes seleções confirmaram participação no Campeonato Sul-Americano Sub-18 de 2016:
| Equipe    | Última participação |
| --------- | ------------------- |
| Peru      | (Sede), 3º em 2014  |
| Argentina | 2º em 2014          |
| Bolívia   | 7º em 2010          |
| Brasil    | 1º em 2014          |
| Chile     | 5º em 2014          |
| Colômbia  | 4º em 2014          |
| Uruguai   | 6º em 2014          |
| Venezuela | 6º em 2012          |

## Primeira fase

### Grupo A
Classificação
- Local : Coliseo Manuel Bonilla de Miraflores-Peru [1]

|     |          |     | Jogos | Jogos | Jogos | Resultados | Resultados | Resultados | Resultados | Resultados | Resultados | Sets | Sets | Sets  | Pontos | Pontos | Pontos |
| Pos | Equipe   | Pts | T     | V     | D     | 3–0        | 3–1        | 3–2        | 2–3        | 1–3        | 0–3        | V    | P    | R     | V      | P      | R      |
| --- | -------- | --- | ----- | ----- | ----- | ---------- | ---------- | ---------- | ---------- | ---------- | ---------- | ---- | ---- | ----- | ------ | ------ | ------ |
| 1   | Brasil   | 9   | 3     | 3     | 0     | 2          | 1          | 0          | 0          | 0          | 0          | 9    | 1    | 9,000 | 246    | 146    | 1.685  |
| 2   | Colômbia | 5   | 3     | 2     | 1     | 1          | 0          | 1          | 0          | 1          | 0          | 7    | 5    | 1.400 | 260    | 254    | 1.024  |
| 3   | Chile    | 4   | 3     | 1     | 2     | 1          | 0          | 0          | 1          | 0          | 1          | 5    | 6    | 0.833 | 208    | 234    | 0.889  |
| 4   | Bolívia  | 0   | 3     | 0     | 3     | 0          | 0          | 0          | 0          | 0          | 3          | 0    | 9    | 0,000 | 145    | 225    | 0.644  |

Resultados
| Data   | Hora  |          | Placar |          | Set 1 | Set 2 | Set 3 | Set 4 | Set 5 | Total  | Relatório |
| ------ | ----- | -------- | ------ | -------- | ----- | ----- | ----- | ----- | ----- | ------ | --------- |
| 24 ago | 10:30 | Colômbia | 3–2    | Chile    | 25–17 | 19–25 | 21–25 | 25–21 | 15–10 | 105–98 | [Jogo 1]  |
| 24 ago | 15:00 | Brasil   | 3–0    | Bolívia  | 25–7  | 25–12 | 25–12 |       |       | 75–31  | [Jogo3]   |
| 25 ago | 10:30 | Bolívia  | 0–3    | Colômbia | 16–25 | 21–25 | 23–25 |       |       | 60–75  | [Jogo 5]  |
| 25 ago | 15:00 | Chile    | 0–3    | Brasil   | 12–25 | 14–25 | 9–25  |       |       | 35–75  | [Jogo 7]  |
| 26 ago | 10:30 | Chile    | 3–0    | Bolívia  | 25–14 | 25–23 | 25–17 |       |       | 75–54  | [Jogo 9]  |
| 26 ago | 15:00 | Brasil   | 3–1    | Colômbia | 25–15 | 21–25 | 25–22 | 25–18 |       | 96–80  | [Jogo 11] |

### Grupo B
- Local : Coliseo Manuel Bonilla de Miraflores-Peru [1]

|     |           |     | Jogos | Jogos | Jogos | Resultados | Resultados | Resultados | Resultados | Resultados | Resultados | Sets | Sets | Sets  | Pontos | Pontos | Pontos |
| Pos | Equipe    | Pts | T     | V     | D     | 3–0        | 3–1        | 3–2        | 2–3        | 1–3        | 0–3        | V    | P    | R     | V      | P      | R      |
| --- | --------- | --- | ----- | ----- | ----- | ---------- | ---------- | ---------- | ---------- | ---------- | ---------- | ---- | ---- | ----- | ------ | ------ | ------ |
| 1   | Peru      | 9   | 3     | 3     | 0     | 3          | 0          | 0          | 0          | 0          | 0          | 9    | 0    | MAX   | 225    | 133    | 1.692  |
| 2   | Argentina | 6   | 3     | 2     | 1     | 2          | 0          | 0          | 0          | 0          | 1          | 6    | 3    | 2,000 | 202    | 146    | 1.384  |
| 3   | Uruguai   | 3   | 3     | 1     | 2     | 0          | 1          | 0          | 0          | 0          | 2          | 3    | 7    | 0.429 | 179    | 232    | 0.772  |
| 4   | Venezuela | 0   | 3     | 0     | 3     | 0          | 0          | 0          | 0          | 1          | 2          | 1    | 9    | 0.111 | 149    | 244    | 0.611  |

Resultados
| Data   | Hora  |           | Placar |           | Set 1 | Set 2 | Set 3 | Set 4 | Set 5 | Total | Relatório |
| ------ | ----- | --------- | ------ | --------- | ----- | ----- | ----- | ----- | ----- | ----- | --------- |
| 24 ago | 12:45 | Argentina | 3–0    | Uruguai   | 25–13 | 25–14 | 25–18 |       |       | 75–45 | [Jogo 2]  |
| 24 ago | 17:05 | Peru      | 3–0    | Venezuela | 25–16 | 25–12 | 25–13 |       |       | 75–41 | [Jogo 4]  |
| 25 ago | 12:45 | Venezuela | 0–3    | Argentina | 5–25  | 7–25  | 14–25 |       |       | 26–75 | [Jogo 6]  |
| 25 ago | 17:05 | Uruguai   | 0–3    | Peru      | 15–25 | 12–25 | 13–25 |       |       | 40–75 | [Jogo 8]  |
| 26 ago | 12:45 | Uruguai   | 3–1    | Venezuela | 25–7  | 15–25 | 27–25 | 27–25 |       | 94–82 | [Jogo 10] |
| 26 ago | 17:05 | Peru      | 3–0    | Argentina | 25–19 | 25–12 | 25–21 |       |       | 75–52 | [Jogo 12] |

## Fase final

### 5º ao 8º lugar
- Local: Coliseo Manuel Bonilla de Miraflores-Peru

Resultados
| Data   | Hora  |         | Placar |           | Set 1 | Set 2 | Set 3 | Set 4 | Set 5 | Total | Relatório |
| ------ | ----- | ------- | ------ | --------- | ----- | ----- | ----- | ----- | ----- | ----- | --------- |
| 27 ago | 11:30 | Chile   | 3–1    | Venezuela | 25–16 | 25–17 | 17–25 | 25–16 |       | 92–74 | [Jogo 13] |
| 27 ago | 13:30 | Bolívia | 3–0    | Uruguai   | 25–23 | 25–15 | 25–21 |       |       | 75–59 | [Jogo 14] |

### Semifinais
- Local: Coliseo Manuel Bonilla de Miraflores-Peru[4]

Resultados
| Data   | Hora  |        | Placar |           | Set 1 | Set 2 | Set 3 | Set 4 | Set 5 | Total | Relatório |
| ------ | ----- | ------ | ------ | --------- | ----- | ----- | ----- | ----- | ----- | ----- | --------- |
| 27 ago | 15:45 | Brasil | 3–0    | Argentina | 25–18 | 25–16 | 25–18 |       |       | 75–52 | [Jogo 15] |
| 27 ago | 18:05 | Peru   | 3–1    | Colômbia  | 25–21 | 22–25 | 25–18 | 25–20 |       | 97–84 | [Jogo 16] |

### Sétimo lugar
- Local: Coliseo Manuel Bonilla de Miraflores-Peru [3]

Resultado
| Data   | Hora  |           | Placar |         | Set 1 | Set 2 | Set 3 | Set 4 | Set 5 | Total | Relatório |
| ------ | ----- | --------- | ------ | ------- | ----- | ----- | ----- | ----- | ----- | ----- | --------- |
| 28 ago | 12:30 | Venezuela | 0–3    | Uruguai | 16–25 | 17–25 | 9–25  |       |       | 42–75 | [Jogo 17] |

#### Quinto lugar
- Local: Coliseo Manuel Bonilla de Miraflores-Peru [3]

Resultado
| Data   | Hora  |       | Placar |         | Set 1 | Set 2 | Set 3 | Set 4 | Set 5 | Total | Relatório |
| ------ | ----- | ----- | ------ | ------- | ----- | ----- | ----- | ----- | ----- | ----- | --------- |
| 28 ago | 14:30 | Chile | 3–0    | Bolívia | 25–17 | 25–20 | 25–16 |       |       | 75–53 | [Jogo 18] |

### Terceiro lugar
- Local: Coliseo Manuel Bonilla de Miraflores-Peru [3]

Resultado
| Data   | Hora  |           | Placar |          | Set 1 | Set 2 | Set 3 | Set 4 | Set 5 | Total  | Relatório |
| ------ | ----- | --------- | ------ | -------- | ----- | ----- | ----- | ----- | ----- | ------ | --------- |
| 28 ago | 16:45 | Argentina | 3–1    | Colômbia | 27–25 | 23–25 | 25–14 | 25–14 |       | 100–78 | [Jogo 19] |

### Final
- Local: Coliseo Manuel Bonilla de Miraflores-Peru [3]

Resultado
| Data   | Hora  |        | Placar |      | Set 1 | Set 2 | Set 3 | Set 4 | Set 5 | Total | Relatório |
| ------ | ----- | ------ | ------ | ---- | ----- | ----- | ----- | ----- | ----- | ----- | --------- |
| 28 ago | 19:05 | Brasil | 3–0    | Peru | 25–16 | 25–16 | 25–22 |       |       | 75–54 | [Jogo 20] |

## Classificação final
| Posição | Equipe    |
| ------- | --------- |
| 1       | Brasil    |
| 2       | Peru      |
| 3       | Argentina |
| 4       | Colômbia  |
| 5       | Chile     |
| 6       | Bolívia   |
| 7       | Uruguai   |
| 8       | Venezuela |

|  | Qualificados para o Mundial Infanto-Juvenil de 2017 |

## Prêmios individuais
As atletas que integraram a seleção do campeonato foram :
| MVP (Most Valuable Player) | Tainara Santos    | Brasil |
| Oposto                     | Mayara Barcelos   | Brasil |
| 1ª Ponteira                | Kiara Montes      | Peru   |
| 2ª Ponteira                | Mariana Brambilla | Brasil |
| 1ª Central                 | Daniela Seibt     | Brasil |
| 2ª Central                 | Flavia Montes     | Peru   |
| Levantadora                | Nayeli Vílchez    | Peru   |
| Líbero                     | Valeria Takeda    | Peru   |